# Lauri Pihkala
Lauri ”Tahko” Pihkala, nacido Lauri Gummerus (Pihtipudas, 5 de enero de 1888 - Helsinki, 20 de mayo de 1981), fue un atleta finlandés. Participó en dos ediciones de los Juegos Olímpicos (1908 y 1912) y es el inventor del pesäpallo, el deporte nacional finlandés.

## Biografía

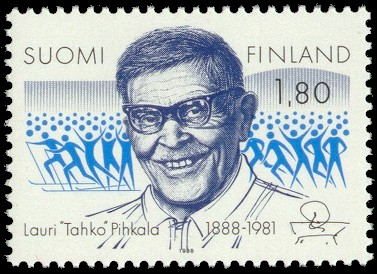
Sello finlandés que conmemora el centenario del nacimiento de Lauri Pihkala (1988)

Lauri nació en el seno de una familia numerosa, siendo el menor de once hermanos. Después de completar la educación secundaria se matriculó en la Universidad de Helsinki en 1905, aunque lo dejó al año siguiente para viajar a los Estados Unidos. Estuvo casado desde 1916 con Rauna Mustakallio y tuvo cinco hijos.
Practicante de atletismo desde muy joven, llegó a representar a Finlandia en los Juegos Olímpicos de Londres 1908 en las modalidades de salto de longitud y lanzamiento de disco. Después se especializó en pruebas de velocidad, ganando varios campeonatos nacionales en las modalidades de 400 y 800 metros. Aunque volvió a representar a su país en los Juegos Olímpicos de Estocolmo 1912, tuvo problemas físicos y no pudo terminar la clasificatoria de los 800 metros, la única prueba en la que se había inscrito.
Su pasión por el deporte también quedó reflejada en su labor divulgativa. En 1908, poco después de haber visitado Estados Unidos, publicó un libro titulado «Guía del Atleta» y fue contratado como editor del diario deportivo Suomen Urheilulehti. Posteriormente se convirtió en asesor de la Asociación de Federaciones Deportivas de Finlandia (SVUL), y volvió a viajar a EE. UU. en 1912 para familiarizarse con los métodos modernos de entrenamiento. Esto le permitió convertirse en el primer entrenador deportivo finlandés a tiempo completo, aunque ello suponía renunciar a la participación en los Juegos Olímpicos.
Pihkala era también un convencido nacionalista finés y veía en el deporte un elemento para la construcción de la identidad nacional. Durante la guerra civil finlandesa de 1918 fue responsable de propaganda para el Ejército Blanco, promovió el deporte como preparación para la batalla, y llegó incluso a combatir en primera línea.
A partir de los años 1920 estuvo ligado a movimientos conservadores y se involucró en la organización de federaciones deportivas. Su mayor aportación al respecto fue la promoción del esquí de fondo para la defensa fronteriza y la creación del pesäpallo, un nuevo deporte muy similar al béisbol que había adaptado de sus viajes a Estados Unidos; el pesäpallo fue la primera disciplina del país con reglamento único, y mantiene la consideración de deporte nacional. También apoyó la participación de Finlandia en las sucesivas ediciones de los Juegos Olímpicos de Verano, pero a mediados de los años 1940 su relación con el Comité Olímpico Finlandés, presidido por Urho Kekkonen, se vio enturbiada porque estaba en contra de los planes de profesionalización deportiva.
En los Juegos Olímpicos de Helsinki 1952, el pesäpallo fue incluido como deporte de exhibición y Pihkala fue invitado a hacer el saque de honor del primer partido.
En el ocaso de su vida mantuvo una notable actividad como periodista deportivo. En 1969 fue nombrado doctor honoris causa en Ciencias Deportivas por la Universidad de Jyväskylä, a la que ha donado toda su colección de obras.
Falleció el 20 de mayo de 1981 en Helsinki a los 93 años por paro cardiorrespiratorio. Sus restos mortales permanecen enterrados en el cementerio Aitolahti de Tampere. En reconocimiento a su trayectoria, en 1988 se inauguró una escultura hecha por Nina Sailo que puede visitarse en el perímetro del Estadio Olímpico de Helsinki.